# Skyggen (eventyr)
 For alternative betydninger, se Skyggen. (Se også artikler, som begynder med Skyggen)
Skyggen er et eventyr af H.C. Andersen fra 1847.
Dobbeltgængermotivet optog mange digtere i første halvdel af 1800-tallet, og man kan se, at Andersen kendte tyskeren Adalbert von Chamissos historie Peter Schlemihls wundersame Geschichte om en mand, der sælger sin skygge til Djævelen. Andersen tilsætter fra begyndelsen lige en anelse eventyrstemning: "I de hede Lande, der kan rigtignok Solen brænde!", men ellers er det en grum historie, der kan fortolkes på flere måder.

## Adaptationer

### Musik
- I 1994 udgav Frederik Magle albummet Sangen Er Et Eventyr med sange over H.C. Andersens eventyr sammen med Thomas Eje, Niels Henning Ørsted Pedersen, Trio Rococo m.fl. "Skyggen" er en af sangene.[1]

### Film
- I 1975 filmatiserede Jørgen Vestergaard Skyggen som dukkefilm, der varede 34 minutter.[2]